# Tubulipora fasciculifera
Tubulipora fasciculifera är en mossdjursart som beskrevs av Walter Douglas Hincks 1884. Tubulipora fasciculifera ingår i släktet Tubulipora och familjen Tubuliporidae. Utöver nominatformen finns också underarten T. f. calveti.